# Manuel Štrlek
Manuel Štrlek, hrvaški rokometaš, * 1. december 1988, Zagreb.
Leta 2012 je s hrvaško reprezentanco osvojil bronasto olimpijsko medaljo.